# سیکورام
سیکورام (به انگلیسی: SecuROM) یک قفل حفاظتی برای جلوگیری از کپی برداری از سی‌دی و دی‌وی‌دی بود. و یکی از محصولات مدیریت حقوق دیجیتال به شمار می‌رفت و توسط سونی توسعه‌داده شده بود. هدفش جلوگیری از نقض حق تکثیر و مهندسی معکوس برنامه بود، که اغلب به بازی‌های رایانه‌ای که روی مایکروسافت ویندوز اجرا می‌شوند تمرکز داشت.